# Capniella endemica
Capniella endemica är en bäcksländeart som först beskrevs av Zapekina-dulkeit 1955.  Capniella endemica ingår i släktet Capniella och familjen småbäcksländor. Inga underarter finns listade i Catalogue of Life.